# Supertramp
Supertramp (укр. super — супер, tramp — бродяга) — британський артрок-гурт, популярний у 1970-ті та 1980-ті.

## Історія
Утворений 1969 року в Лондоні. До першого складу гурту ввійшли: Річард Дейвіс (Richard Davies; 22 липня 1944, Свіндон, Велика Британія) — вокал, клавішні; Роджер Хадсон (Roger Hodgson; 21 березня 1950, Портсмут, Велика Британія) — вокал, гітара; Річард Палмер (Richard Palmer) — гітара та Боб Міллер (Bob Miller) — ударні.
Ініціатором створення Supertramp був голландський мільйонер Стенлі Огест Масегас (Stanley August Miesegaes), який запропонував Річарду Дейвісу ангажувати на власний смак музикантів. Так через оголошення у «Melody Maker» співпрацівниками Дейвіса стали Хадсон, Палмер та Міллер. Маючи чудову спонсорську підтримку на початку кар'єри, якій позаздрив би, мабуть, кожен дебютант, гурт без зайвих проблем 1970 року запропонувала перший альбом «Supertramp». Проте цей лонгплей характеризувала посередність та розтягнуті соло, учасників гурту, які впевнено розслабились після досить легкого укладання контракту на запис з фірмою «А & М».
Наступний альбом «Indelibly Stamped», на якому у складі гурту замість Палмера та Міллер з'явились саксофоніст Дейв Вінтроп (Dave Winthrop; 27 листопада 1948, Нью Джерсі, США), басист Френк Фаррелл (Frank Farrell) та ударник Кевін Керрі (Kevin Currie), був знову маловиразним і вирізнявся хіба що обкладинкою з оголеним татуйованим жіночим бюстом.
Після появи другого альбому влітку 1971 року гурт розпався, коли Масегас припинив свою спонсорську підтримку. Однак у серпні 1973 року Дейвіс та Хадсон вирішили відновити діяльність Supertramp, запросивши цього разу досвідчених професіоналів з гурту Алана Бауна: Джона Хеллівелла (John Helliwell; 15 лютого 1945, Тодморден, Велика Британія) — духові інструменти, вокал та Дугі Томпсона (Dougie Thompson; 24 березня 1951, Глазго, Велика Британія) — бас, а також ударника з Bees Make Honey Боба Бенберга (Bob Benberg), справжнє прізвище Сібенберг (Siebenberg; 31 жовтня 1949, Лос-Анджелес, Каліфорнія, США).
Перший записаний цим складом 1974 року лонгплей «Crime Of The Century» несподівано виявився бестселером, збираючи схвальні рецензії головним чином завдяки цікавим партіям клавішних. Твори «Dreamer» та «Bloody Well Right», що походили з цієї платівки, потрапили до британських та американських чартів. Проте чергові альбоми «Crisis? What Crisis?» та «Even In The Quietest Moments» вже не дотягували своєю цілісністю попередньому, хоча хорально співаний під акомпанемент акустичної гітари твір «Give A Little Bit» (з другого) 1977 року потрапив на топ-аркуші по обидва боки Атлантики.
Супер-зірок з Supertramp зробила платівка 1979 року «Breakfast In America», з якого одразу чотири твори — «The Logical Song», «Take The Long Way Home», «Goodbye Stranger» та заголовна композиція — гостювали на вершинах багатьох чартів. Сам лонгплей розійшовшись у кількості 18 мільйонів примірників очолив американський чарт та піднявся до третього місця у Великій Британії.
На хвилі успіху групи фірма «А & М» 1980 року видала концертну платівку «Paris», а через два роки Supertramp запропонували витриманий у ритм-енд-блюзовому спрямуванні альбом «Famoust Last Words». Проте нове звучання не відповідало бажанням Хадсона, який влітку 1983 року залишив гурт, запропонувавши згодом цікаві сольні лонгплеї «In The Eye Of The Storm» та «Наі Hai». Після виходу Хадсона діяльність Supertramp обмежилась спорадичними концертними турне та записами, що залишались у тіні минулих успіхів, а наприкінці 1980-х взагалі зникла з поля зору.
1994 року внаслідок співпраці Роджера Хадсона з Тревором Рейбіном (їх спільний твір потрапив до альбому «Talk» гурту Yes) з'явились чутки про можливість відродження Supertramp у найкращому складі та ще й з Рейбіном. Однак ці чутки так і не стали дійсністю. 1997 року Supertramp справді відновила діяльність, але без Хадсона та Рейбіна, а в такому складі: Дейвіс, Хеллівелл, Сібеноерг та Марк Харт (Mark Hart) — вокал, клавішні, гітара. Запросивши ще кількох студійних музикантів, група запропонувала альбом «Some Things Never Change» з елементами джазу, фанку та попу, який не був розрахований на старих прихильників Supertramp. Тим часом Роджер Хадсон нагадав про себе сольним лонгплеєм «Rites Of Passage».

## Дискографія
| Обкладинка альбому | Дата видання  | Назва                        |
| ------------------ | ------------- | ---------------------------- |
|                    | липень 1970   | Supertramp                   |
|                    | червень 1971  | Indelibly Stamped            |
|                    | вересень 1974 | Crime of the Century         |
|                    | листопад 1975 | Crisis? What Crisis?         |
|                    | квітень 1977  | Even in the Quietest Moments |
|                    | березень 1979 | Breakfast in America         |
|                    | жовтень 1982  | …Famous Last Words…          |
|                    | травень 1985  | Brother Where You Bound      |
|                    | жовтень 1987  | Free as a Bird               |
|                    | червень 1997  | Some Things Never Change     |
|                    | квітень 2002  | Slow Motion                  |